# Stöckacher Mühle
Stöckacher Mühle (alternative Schreibweisen: Stöckachermühle, Stockachmühle) ist ein Wohnplatz der Kreisstadt Neustadt an der Aisch im Landkreis Neustadt an der Aisch-Bad Windsheim (Mittelfranken, Bayern). Er zählt zum Gemeindeteil Stöckach. Stöckacher Mühle liegt in der Gemarkung Unterschweinach.

## Geografie
Die Einöde liegt am Schweinachbach, einem rechten Zufluss der Aisch. 1 km südwestlich des Ortes erhebt sich der Ellenberg. Eine Gemeindeverbindungsstraße führt nach Unterschweinach (0,8 km südöstlich) bzw. nach Birkenfeld zur Bundesstraße 470 (2 km nordwestlich).

## Geschichte
Gegen Ende des 18. Jahrhunderts bestand Stöckacher Mühle aus einem Anwesen, das zur Realgemeinde Stöckach zählte.
Von 1797 bis 1810 unterstand der Ort dem Justizamt Dachsbach und Kammeramt Neustadt. Im Rahmen des Gemeindeedikts wurde Stöckacher Mühle dem 1811 gebildeten Steuerdistrikt Oberroßbach und der 1813 gegründeten Ruralgemeinde Oberroßbach zugeordnet. Mit dem Zweiten Gemeindeedikt (1818) wurde es in die neu gegründete Ruralgemeinde Unterschweinach umgemeindet. Am 1. Juli 1969 wurde Stöckacher Mühle nach Neustadt an der Aisch eingemeindet.

## Einwohnerentwicklung
| Jahr      | 001836 | 001840 | 001861 | 001871 | 001885 | 001900 | 001925 | 001950 | 001961 |
| Einwohner | 2      | 3      | 14     | 5      | 12     | 13     | 8      | *      | *      |
| Häuser    | 1      | 1      |        |        | 1      | 2      | 2      | *      | *      |
| Quelle    | [ 2 ]  | [ 7 ]  | [ 8 ]  | [ 9 ]  | [ 10 ] | [ 11 ] | [ 12 ] | [ 13 ] | [ 1 ]  |

## Religion
Der Ort ist seit der Reformation evangelisch-lutherisch geprägt und gehört bis heute zur Kirchengemeinde St. Maria (Birkenfeld), die eine Filiale von St. Katharina (Schauerheim) ist. Die Katholiken sind nach St. Johannis Enthauptung (Neustadt an der Aisch) gepfarrt.